# 冷水花假楼梯草
冷水花假楼梯草（学名：Lecanthus pileoides），为荨麻科假楼梯草属下的一个种。

## 扩展阅读
維基物種上的相關：冷水花假楼梯草